# The Bard's Tale (jogo eletrônico de 2004)
The Bard's Tale é um RPG de ação desenvolvido e publicado pela inXile Entertainment em 2004. O jogo foi comercializado como uma paródia humorística de jogo de RPG de fantasia. Não é um remake nem uma sequência de Tales of the Unknown, Volume I: The Bard's Tale (1985) da Interplay Productions.
The Bard's Tale foi lançado para PlayStation 2 e Xbox em outubro de 2004, e para Microsoft Windows em junho de 2005. O jogo foi relançado no Steam em dezembro de 2009. Uma versão universal do iOS foi lançada em dezembro de 2011 para iPhone e iPad junto com a versão Android. A versão do BlackBerry PlayBook foi lançada em setembro de 2012. Em junho de 2013, o jogo também foi lançado para Ouya com suporte total ao controle. 

## Jogabilidade
Ao contrário da visão em primeira pessoa baseada em turnos dos jogos clássicos de Bard's Tale, este jogo está em um ambiente 3D com o jogador assistindo ao único personagem controlável de um ponto de vista aéreo. É melhor descrito como um jogo de ação e aventura do que um jogo de RPG tradicional (ou seja, não há classes de personagens ou gerenciamento de inventário).
O personagem do jogador, The Bard, tem magia e armamento à sua disposição para completar a tarefa. Quanto mais o jogador realizar, melhores serão suas habilidades. A aparência e a jogabilidade são muito parecidas com a série Baldur's Gate: Dark Alliance, que compartilha o mesmo motor gráfico.
No jogo, o diálogo usa um sistema "sarcástico ou legal" que permite ao jogador mudar o resultado de muitas situações, decidindo como deseja responder. O jogador não sabe exatamente o que o Bardo dirá, mas deve escolher entre dois botões rotulados. Algumas escolhas, como ser sarcástico com o cachorro no início do jogo, têm consequências duradouras no jogo. A primeira decisão é ser legal ou sarcástico com a garçonete em O Rato Bêbado. Ser legal com ela lhe dá a impressão de que o Bardo é um cavalheiro e ela o deixa em paz, enquanto ser sarcástico garante que o Bardo passará a noite com ela.

## Enredo

Um anúncio do jogo antes do lançamento mostrando o Bardo seguindo o caminho "Moeda e Decote" em oposição a "Salve o Mundo"

O enredo envolve "um músico e aventureiro sarcástico e oportunista, movido por atividades carnais e não nobres. O Bardo, que nunca é identificado por um nome específico nem abordado por nada além de 'O Bardo', não está interessado em salvar o mundo; suas motivações humildes são estritamente 'moeda e decote'". Sua busca é narrada por um homem zombeteiro e tendencioso (interpretado por Tony Jay) que não o suporta. Muitos dos nomes e personagens são influenciados pela mitologia celta e pelas histórias das Ilhas Orkney. (A maioria dos nomes dos lugares são locais reais nas Ilhas Orkney, incluindo Kirkwall, Dounby, Finstown, Houton e Stromness. Algumas áreas opcionais são lugares na Irlanda, incluindo Dún Ailinne, Ardagh, Carrowmore, Emain Macha e Tara.)
O Bardo (dublado por Cary Elwes) acaba sendo recrutado por um culto para ajudar a libertar uma princesa chamada Caleigh. Como resultado disso, o Bardo se vê sendo atacado por uma variedade de fanáticos de um culto semelhante a druidas, enviados para despachá-lo por um ser chamado Fionnaoch dublado por Charles Dennis. No caminho para completar sua missão, o anti-herói não tão valente terá que superar os desafios verdadeiramente aterrorizantes de três guardiões monstruosos, cadáveres dançantes de break, goblins espontaneamente melodiosos, um gigante e um rato cuspidor de fogo.
Eventualmente, é revelado que o Bardo é apenas mais um em uma longa linha de "Escolhidos", muitos dos quais ele encontra mortos ao longo de seu caminho. Caleigh é revelado como um demônio que tenta as pessoas a libertá-la por anos, supondo que, eventualmente, alguém teria sucesso. Se o Bardo libertar Caleigh, ela lhe dará todos os desejos de seu coração enquanto destrói o mundo. Se ele matar Caleigh, o Bardo retorna à estrada em busca da próxima empregada de bar. Alternativamente, ele pode se recusar a lutar contra o Líder Druida ou Caleigh, permitindo que os mortos-vivos invadam o mundo, uma situação com a qual ele se contenta, pois eles são bons amigos de bar.

## Desenvolvimento
Embora elogiado nos primeiros materiais promocionais como um remake da clássica série Bard's Tale, a InXile Entertainment nunca teve nenhum direito sobre as marcas registradas da série do Bard's Tale original - esses direitos ainda são de propriedade da Electronic Arts. Isso significava que a InXile não tinha permissão legal para usar qualquer um dos enredos, personagens ou locais apresentados na trilogia original. No entanto, alusões ao Bard's Tale original existem no jogo. A cidade em que fica a torre de Fionnaoch, Dounby, fica a apenas alguns quilômetros das ruínas de Skara Brae do mundo real, onde a trilogia original se passa. As portas para PC, Android e iOS de The Bard's Tale vêm com a trilogia original de Bard's Tale.
Em outubro de 2003, a Vivendi Universal Games adquiriu os direitos de distribuição norte-americana do título enquanto a Acclaim Entertainment adquiriu os direitos de publicação e distribuição para a Europa no mês seguinte. No entanto, após a falência da Acclaim em setembro de 2004 isso levou a InXile a encontrar uma nova publicadora europeia para o jogo. Em 10 de janeiro de 2005, a Ubisoft anunciou que havia adquirido os direitos de publicação e distribuição do título.

## Remasterização
Em 2020, foi lançada uma versão remasterizada do jogo, intitulada The Bard's Tale ARPG: Remastered and Resnarkled. Desenvolvida e publicada pela InXile Entertainment, a remasterização trouxe melhorias gráficas, suporte a resoluções mais altas e ajustes na jogabilidade em comparação à versão original de 2004.
O título foi disponibilizado para Microsoft Windows, macOS, Linux, Nintendo Switch, PlayStation 4 e PlayStation Vita. Para os consoles Xbox One e Xbox Series X/S, a publicação ficou a cargo da Xbox Game Studios.
A versão para Xbox foi lançada em 18 de junho de 2020, estando disponível no catálogo do Xbox Game Pass desde o primeiro dia e com suporte ao programa Xbox Play Anywhere, permitindo o compartilhamento de progresso entre console e PC.

## Recepção
As versões para PlayStation 2, Xbox e iOS receberam críticas "favoráveis", enquanto a versão para PC recebeu críticas "médias", de acordo com o agregador de análises, Metacritic. O The A.V. Club deu à versão iOS uma pontuação de B+, elogiando a narração de Tony Jay, "cuja incredulidade e exasperação com praticamente tudo no jogo é um deleite caloroso". O Detroit Free Press premiou a versão Xbox com três estrelas de quatro e opinou que era "um dos poucos jogos que é francamente engraçado, e houve momentos honestos de risada espalhados por todo ele que me mantiveram jogando". O The Sydney Morning Herald deu à versão para PlayStation 2 uma pontuação de três estrelas e meia em cinco: "A história e o diálogo nunca param de entreter. Os objetivos incluem resgatar prisioneiros, matar espantalhos temíveis e brincar de Cupido. Mas, embora os desenvolvedores queiram ridicularizar, a ação permanece convencional.
Durante o 8º Annual Interactive Achievement Awards, a Academia de Artes & Ciências Interativas nomeou The Bard's Tale para "Console Role-Playing Game of the Year" e "Outstanding Character Performance - Male" para o retrato vocal de Cary Elwes do Bardo.